# Egermühle (Freital)

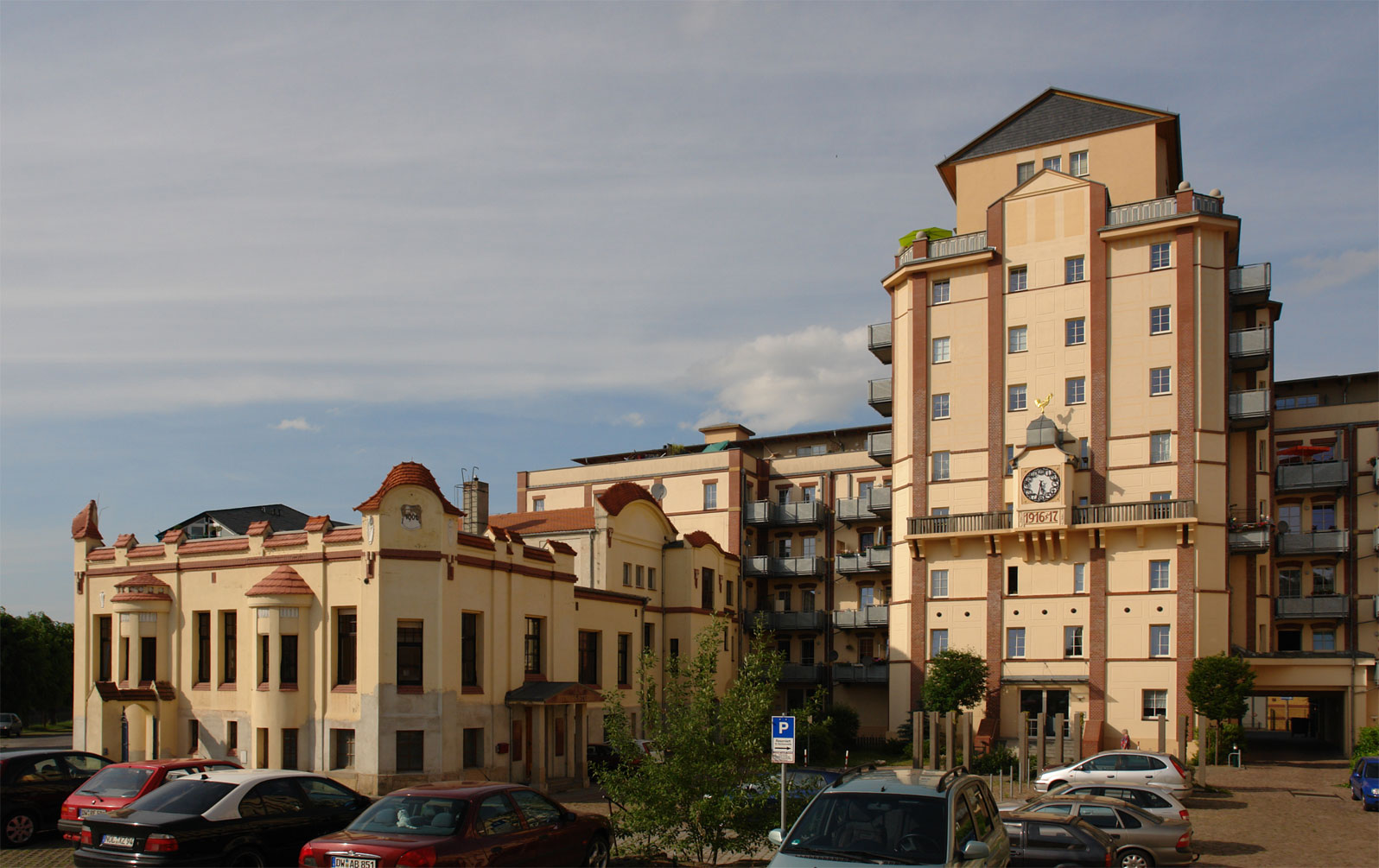
Die Egermühle im Jahr 2008

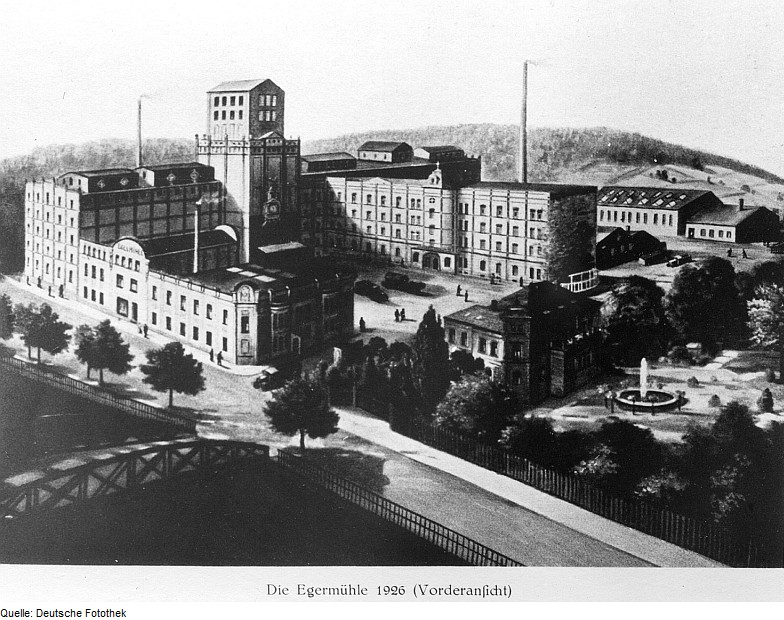
Ansicht von 1926

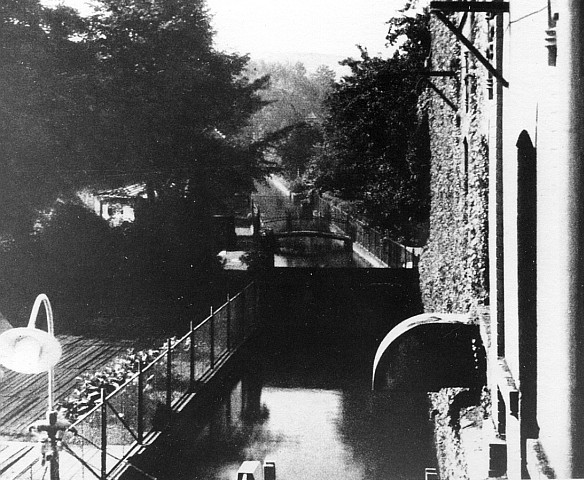
Der Mühlgraben im Jahr 1909

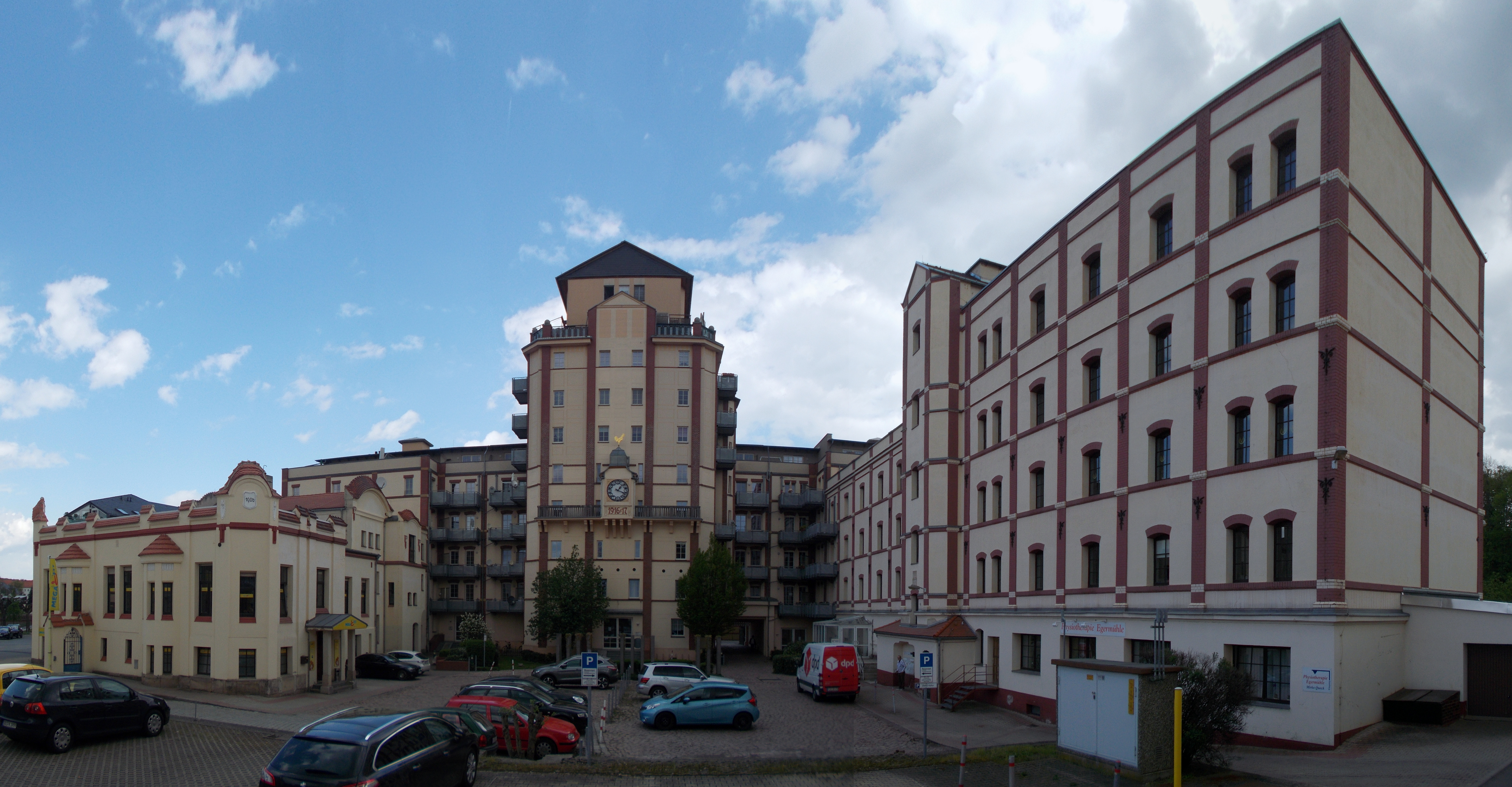
Die Egermühle im Jahr 2018

Die Egermühle ist eine ehemalige Wassermühle im Freitaler Stadtteil Deuben (Landkreis Sächsische Schweiz-Osterzgebirge). Sie steht als technisches und Kulturdenkmal unter Denkmalschutz.

## Lage und Baubeschreibung
Die Egermühle befindet sich an der nach ihr benannten Mühlenstraße in Deuben. Sie liegt direkt an der Weißeritz. Von diesem Fluss zweigt etwas oberhalb ein etwa 800 Meter langer Mühlgraben ab, der der Jägerstraße folgt und die Egermühle mit Wasser versorgt. Im weiteren Verlauf durchquert der Graben den Stadtteil und mündet an der Böhmert-Mühle in den Poisenbach, der etwa 100 Meter weiter wieder in die Weißeritz entwässert.
Durch ihren markanten Getreidespeicher prägt die Egermühle den Stadtteil und ist weithin sichtbar. Um den an der Ostseite stehenden Speicher befinden sich auf fünf Stockwerken Wohnungen, wo früher Weizen- und Roggenmühle, eine Getreidewäscherei und eine Trocknerei bestanden. Das ehemalige Verwaltungsgebäude, das sich an der Mühlenstraße befindet, wird gewerblich genutzt.

## Geschichte
Die älteste Erwähnung einer Mühle an diesem Standort stammt aus dem Jahr 1465. Dazu gehörten einige Hektar Land, die bewirtschaftet wurden. Neben dem Mahlen des dort gewonnenen Getreides wurde auch Getreide von anderem Besitz gemahlen. Die Familie Johne, der die Mühle nach 1600 über 100 Jahre lang gehörte, vollzog einige Umbauten an dem Gebäude: so wurden fünf Mahlgänge und eine Branntweinbrennerei eingerichtet, später gab es auch eine Ölmühle. Diese wurde zusammen mit der Branntweinbrennerei um 1850 geschlossen, dafür wurden eine Sägemühle und ein Knochenstampfwerk eingerichtet.
Im Jahr 1876 bestand die Mühle aus einer Getreidemühle mit sechs Mahlgängen und zwei oberschlächtigen Wasserrädern sowie der Sägemühle mit zwei Gattern, die von einem rückläufigen Wasserrad betrieben wurde. Dazu kam die Knochenstampfe. In diesem Jahr wurde die Deubener Mühle von Heinrich Richard Eger gekauft, der die Anlage in den nächsten Jahren grundlegend modernisieren ließ. Dabei kam es zur Einstellung der Sägemühle und der Knochenstampfe sowie zum Verkauf des Landbesitzes. Im Jahr 1880 nahm eine Dampfmaschine den Betrieb für Zeiten mit wenig Wasser auf. Im Zusammenhang mit der nun Egermühle genannten Anlage steht auch der erste Telefonanschluss der Gemeinde Deuben: die 1879 erworbene Bäckerei und der 1886 eingerichtete Kleinverkauf der Egermühle waren per Telefon verbunden.
Von 1893 bis 1895 wurden die noch bestehenden Bauwerke der Egermühle errichtet. Im Jahr 1906 wurde das Verwaltungsgebäude an der Straße fertiggestellt. Der Mühlgraben wurde ausgebaut und 1909 mit Beton verkleidet. Die Elektrifizierung der Mühle fand 1913 statt, der Betrieb über Dampfmaschinen wurde eingestellt. Ab 1906 bestand zudem Anschluss an das Schienennetz über Rollböcke, die vom Straßenbahnhof Deuben per Oberleitungstriebwagen auf der Güterbahn Deuben an die Mühle transportiert wurden. Die Familie Eger wurde 1954 in der DDR enteignet, die Mühle produzierte fortan als VEB Lebensmittelindustrie Freital Waren für die Region.
Im Jahr 1990 wurde die Produktion eingestellt. Von 1998 bis 2000 kam es zur Sanierung des Bauwerkes, es wurden Mietwohnungen und Gewerbeflächen eingerichtet. Zuvor war unter anderem auch die Nutzung als Hotel angedacht.